# جرمایا مورو
جرمایا مورو (به انگلیسی: Jeremiah Morrow) زاده ۶ اکتبر ۱۷۷۱ - درگذشته ۲۲ مارس ۱۸۵۲ سناتور سابق عضو حزب دموکرات-جمهوری‌خواه بود. وی در سال ۱۸۱۳ تا ۱۸۱۹ میلادی سناتور ایالت اوهایو در سنای ایالات متحده آمریکا بود.